# Daniel Haines

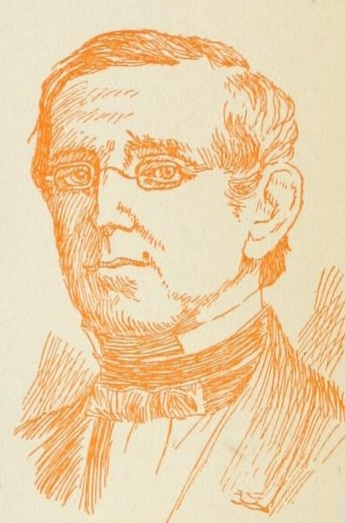
Daniel Haines

Daniel Haines (* 6. Januar 1801 in New York City; † 26. Januar 1877 in Hamburg, New Jersey) war ein US-amerikanischer Politiker und von 1843 bis 1845 sowie zwischen 1848 und 1851 Gouverneur des Bundesstaates New Jersey.

## Frühe Jahre und politischer Aufstieg
Daniel Haines studierte nach der Grundschule bis 1820 an der Princeton University. Nach einem anschließenden Jurastudium wurde er im Jahr 1826 als Rechtsanwalt zugelassen. Danach übte er seinen neuen Beruf in Newton und Hamburg aus.
Daniel Haines war ein Anhänger des späteren Präsidenten Andrew Jackson, den er bereits 1824 in dessen noch erfolglosem Präsidentschaftswahlkampf unterstützte. Später wurde er Mitglied von Jacksons Demokratischer Partei. Zwischen 1839 und 1841 gehörte er dem Senat von New Jersey an. Im Jahr 1843 wurde er als letzter Gouverneur von New Jersey von der Legislative in dieses Amt gewählt.

## Gouverneur von New Jersey
Haines trat sein neues Amt am 27. Oktober 1843 an. In seiner Amtszeit wurde die Staatsverfassung von New Jersey überarbeitet. Von nun an wurde der Gouverneur vom Volk auf drei Jahre gewählt. Auch der Beginn der Amtszeiten wurde von Oktober auf Januar verlegt. Haines' erste Amtszeit endete daher bereits am 21. Januar 1845. Nach einer dreijährigen Pause, während der Charles C. Stratton das Amt des Gouverneurs ausübte, wurde Haines im Jahr 1847 erneut in dieses Amt gewählt. Damit war er zwischen dem 18. Januar 1848 und dem 20. Januar 1851 nochmals Gouverneur seines Staates. In diesen drei Jahren setzte er sich für eine Reform des Schulsystems und des Gefängniswesens ein.

## Weiterer Lebenslauf
Nach dem Ende seiner Gouverneurszeit wurde Haines wieder als Anwalt tätig. Zwischen 1852 und 1866 war er beisitzender Richter am Obersten Gerichtshof von New Jersey. Bei der Präsidentschaftswahl 1860 unterstützte er Stephen A. Douglas. Bis zum Ausbruch des Bürgerkrieges im April 1861 setzte er sich für eine friedliche Lösung der Probleme ein. Nach Ausbruch des Krieges stand er auf Seiten der Union, blieb aber seiner Demokratischen Partei treu, deren Präsidentschaftskandidaten er in den Jahren 1864 und 1868 unterstützte. Haines konnte sich nicht mit der Politik der Republikaner anfreunden. Im Jahr 1868 wurde Haines Mitglied einer Kommission zur Reform des Gefängnissystems in New Jersey und anderen Bundesstaaten.
Daniel Haines starb im Januar 1877. Er war zweimal verheiratet und hatte mindestens zwei Söhne, von denen einer im Bürgerkrieg gefallen ist, sowie drei Töchter. Haines war außerdem ein Großneffe des früheren Gouverneurs von New Jersey, Aaron Ogden.